# فهد الفهد
فهد هزاع الحمد الفهد، لاعب كرة قدم كويتي سابق من مواليد 1 ديسمبر 1983. يلعب كمهاجم في نادي كاظمه الرياضي والمنتخب الكويتي، يمتاز بالألعاب الهوائية وبالسرعة والقوه الجسمانيه والكرات الثابتة.

## كأس الخليج 2007
و قد سجل هدف في مرمى منتخب الإمارات لكرة القدم.

## روابط خارجية
- فهد الفهد على موقع الاتحاد الدولي (مؤرشف)  (الإنجليزية)
- فهد الفهد على موقع قاعدة بيانات كرة القدم.إي يو (الإنجليزية)
- فهد الفهد على موقع ناشيونال فوتبول تيمز (الإنجليزية)
- فهد الفهد على موقع Soccerway.com (الإنجليزية)